# Peter Fritz (Geologe)
Peter Fritz  (* 18. März 1937 in Stuttgart) ist ein deutscher Geologe und Geochemiker.
Fritz absolvierte eine Gärtnerlehre und studierte Geologie an der TH Stuttgart mit dem Diplom 1962. Danach war er zu einem Forschungsaufenthalt in Stuttgart, wo er sich mit der Verwendung stabiler Isotope in der Geologie zu befassen begann. 1965 wurde er promoviert und war zwei Jahre als Post-Doktorand an der Sorbonne. Anschließend war er an der University of Alberta in Edmonton und ab 1971 Professor an der University of Waterloo, an der er ab 1980 das Geowissenschaftliche Institut leitete. 1987 wurde er Direktor des Instituts für Hydrologie der Gesellschaft für Umwelt und Gesundheit (GSF) in München und ab 1992 Geschäftsführer des UFZ-Umweltforschungszentrums Leipzig-Halle (das jetzige Helmholtz-Zentrum für Umweltforschung UFZ). 2004 wurde er emeritiert. Als Pensionär wertete er für das Bundesforschungsministerium die Waldforschung aus.
Er veröffentlichte über Isotopen-Geologie und -Hydrologie, Paläoklimatologie und Geochemie.
2003 wurde er Ehrendoktor der Universität Leipzig. Er ist Mitglied der Leopoldina (1998). 2010 wurde er Ehrendoktor der Ben-Gurion-Universität im Negev, in dessen Zuckerberg Institut für Wasserforschung (ZIWR) er den wissenschaftlichen Beirat leitete. Er ist Fellow der Royal Society of Canada und Mitglied der Polnischen Akademie der Gelehrsamkeit (PAU) in Krakau.